# Гричили (Латина)
Гричили је насеље у Италији у округу Латина, региону Лацио.
Према процени из 2011. у насељу је живело 26 становника. Насеље се налази на надморској висини од 11 м.